# Onthophagus pentacanthus
Onthophagus pentacanthus là một loài bọ cánh cứng trong họ Bọ hung (Scarabaeidae).